# Madari, Sindgi
Madari là một làng thuộc tehsil Sindgi, huyện Bijapur, bang Karnataka, Ấn Độ.